# رهيش (المخادر)

تعديل مصدري - تعديل

رهيش هي إحدى قرى عزلة بني سرحة بمديرية المخادر التابعة لمحافظة إب، بلغ تعداد سكانها 1026 نسمة حسب تعداد اليمن لعام 2004.

## المحلات التابعة للقرية
قالب:...50